# La Fontaine-Saint-Martin
La Fontaine-Saint-Martin és un municipi francès situat al departament del Sarthe i a la regió de País del Loira. L'any 2007 tenia 549 habitants.

## Demografia

### Població
El 2007 la població de fet de La Fontaine-Saint-Martin era de 549 persones. Hi havia 208 famílies de les quals 52 eren unipersonals (28 homes vivint sols i 24 dones vivint soles), 68 parelles sense fills, 84 parelles amb fills i 4 famílies monoparentals amb fills.
La població ha evolucionat segons el següent gràfic:
Habitants censats

### Habitatges
El 2007 hi havia 258 habitatges, 218 eren l'habitatge principal de la família, 27 eren segones residències i 13 estaven desocupats. 254 eren cases i 1 era un apartament. Dels 218 habitatges principals, 191 estaven ocupats pels seus propietaris, 24 estaven llogats i ocupats pels llogaters i 3 estaven cedits a títol gratuït; 1 tenia una cambra, 18 en tenien dues, 37 en tenien tres, 51 en tenien quatre i 112 en tenien cinc o més. 157 habitatges disposaven pel capbaix d'una plaça de pàrquing. A 78 habitatges hi havia un automòbil i a 119 n'hi havia dos o més.

### Piràmide de població
La piràmide de població per edats i sexe el 2009 era:
| Homes | Edats   | Dones |
| ----- | ------- | ----- |
| 0     | 95 o +  | 0     |
| 0     | 90 a 94 | 4     |
| 12    | 85 a 89 | 4     |
| 4     | 80 a 84 | 0     |
| 0     | 75 a 79 | 16    |
| 20    | 70 a 74 | 12    |
| 4     | 65 a 69 | 12    |
| 12    | 60 a 64 | 4     |
| 16    | 55 a 59 | 8     |
| 32    | 50 a 54 | 24    |
| 20    | 45 a 49 | 20    |
| 12    | 40 a 44 | 24    |
| 16    | 35 a 39 | 16    |
| 16    | 30 a 34 | 12    |
| 20    | 25 a 29 | 4     |
| 16    | 20 a 24 | 24    |
| 24    | 15 a 19 | 20    |
| 8     | 10 a 14 | 8     |
| 8     | 5 a 9   | 12    |
| 4     | 0 a 4   | 4     |

## Economia
El 2007 la població en edat de treballar era de 363 persones, 285 eren actives i 78 eren inactives. De les 285 persones actives 263 estaven ocupades (151 homes i 112 dones) i 22 estaven aturades (6 homes i 16 dones). De les 78 persones inactives 30 estaven jubilades, 14 estaven estudiant i 34 estaven classificades com a «altres inactius».

### Ingressos
El 2009 a La Fontaine-Saint-Martin hi havia 227 unitats fiscals que integraven 607,5 persones, la mediana anual d'ingressos fiscals per persona era de 16.446 €.

### Activitats econòmiques
Dels 17 establiments que hi havia el 2007, 7 eren d'empreses de construcció, 3 d'empreses d'hostatgeria i restauració, 1 d'una empresa d'informació i comunicació, 1 d'una empresa financera, 1 d'una empresa immobiliària, 2 d'empreses de serveis i 2 d'empreses classificades com a «altres activitats de serveis».
Dels 8 establiments de servei als particulars que hi havia el 2009, 3 eren guixaires pintors, 2 fusteries, 1 electricista, 1 restaurant i 1 agència immobiliària.
L'any 2000 a La Fontaine-Saint-Martin hi havia 12 explotacions agrícoles.

## Equipaments sanitaris i escolars
El 2009 hi havia una escola elemental.

## Poblacions més properes
El següent diagrama mostra les poblacions més properes.